# كيث بول
كيث بول (بالإنجليزية: Keith Poole)‏ هو لاعب كرة قدم أمريكية أمريكي، ولد في 18 يونيو 1974 في سان خوسيه في الولايات المتحدة.

## وصلات خارجية
- كيث بول على موقع مرجع كرة القدم المحترفة.كوم (الإنجليزية)